# Mathilda Persson
Mathilda Sofia Persson, tidigare Isberg, född 2 april 1865 i Lomma församling i Malmöhus län, död 8 februari 1955 i Malmö Sankt Pauli församling i Malmöhus län, var en svensk socialdemokrat.

## Biografi
Mathilda Persson var engagerad i Socialdemokraterna och fackföreningsrörelsen, och hon blev medlem i partiet 1889. Hon var tongivande inom Malmö kvinnliga diskussionsklubb, där hon blev ordförande 1901. Hon var gift med Nils Persson i Malmö som var ordförande i Svenska murareförbundet, och hon tog under makens frekventa resor ansvaret för Svenska murareförbundets löpande ärenden.